# Lestes auripennis
Lestes auripennis – gatunek ważki z rodziny pałątkowatych (Lestidae). Endemit Madagaskaru.